# Burg Hundeluft
Die Burg Hundeluft, mundartlich auch Hunneloff genannt, oder auch Rittergut Hundeluft genannt, ist die Ruine einer Wasserburg etwa 92 m über Normalnull am südöstlichen Ortsausgang in der Roßlauer Straße 1. in Hundeluft, einem Ortsteil der Stadt Coswig im Landkreis Wittenberg in Sachsen-Anhalt. Die Reste der Burg sind unter der Erfassungsnummer 428300990 im örtlichen Bodendenkmalverzeichnis als Bodendenkmal und im örtlichen Kulturdenkmalverzeichnis unter der Erfassungsnummer 094 41325 als Baudenkmal eingetragen.

## Geschichte
1280 wurde die Burg erstmals urkundlich erwähnt, als sie während eines Streites mit dem Erzbischof Günter von Magdeburg von Markgraf Johann II. von Brandenburg und Otto von Brandenburg  erobert wurde. 1307 erfolgte dann die Ersterwähnung als Dorf mit Rittergut im Besitz der Familie Diseke. 1405 kam die Burg samt Dorf in den Besitz von Johann von Quitzow, als Pfand für einen versprochenen Lohn. Johann von Quitzow, ein gefürchteter Raubritter, war Fürst Albrecht von Zerbst  bei der Eroberung der Burg Dessau zu Hilfe gekommen. Dieser konnte jedoch den versprochenen Lohn nicht zahlen und verpfändete daraufhin die Burg und das Dorf. Johann von Quitzow setzte die Brüder Cuno und Godemar Walwitz als Burghauptleute ein. Dadurch wurde die Burg Ausgangspunkt für Brandschatzungen und Plündertouren im Grenzgebiet von der Mark Brandenburg und Kursachsen. Am 8. Februar 1414 wurde die Burg Hundeluft von Fürst Albrecht von Zerbst nach kurzer Belagerung von einem Tag und einer Nacht eingenommen. Die Raubritter Cuno und Godemar Walwitz flohen nach Dessau. Burg und Dorf Hundeluft verblieben im Besitz von Fürst Albrecht und wurden während des Dreißigjährigen Kriegs zerstört.
Nachdem der letzte Erbherr der Familie von Zerbst Burg und Dorf Hundeluft im Jahr 1735 an den Fürsten von Anhalt-Zerbst verkauft hatte, wurde die Burg nicht mehr zu Wohnzwecken genutzt. In der zweiten Hälfte des 18. Jahrhunderts erfolgte die Abtragung der Gebäude. Das Material wurde für Bauten im Ort und am Gut gebraucht.
Von der ehemaligen Burganlage sind nur noch einzelne Steine und eine bis zum 2 m hohe Findlingsmauer erhalten. An der Burgstelle finden heute Veranstaltungen statt.
Die Burg wurde zur Sicherung einer alten Handelsstraße und eines Überganges über die südlich gelegene Rossel angelegt. Das Burggelände wurde Anfang des 19. Jahrhunderts parkartig umgestaltet und ist im 20. Jahrhundert verwildert.

## Beschreibung
Bei der Burg handelte es sich um eine von Sumpf und Wasser umgebene Anlage mit Vor- und Hauptburg, die ca. anderthalb Meter über dem sumpfigen Umland lag. Die Kernburg war ungefähr fünfeckig auf einer Fläche von ca. 800 m², derer ursprünglicher Zugang sich im Nordwesten befand und wurde durch einen inneren und äußeren Wassergraben geschützt. Drei Wohn- und Wirtschaftsgebäude waren an die Schildmauer angelehnt. Der runde Burgturm im Nordwesten der Anlage hatte einen Außendurchmesser von 5 m und war aber nicht in der äußeren Mauer integriert. Auf dem Gelände der Anlage befand sich eine Kapelle, von der aber keine Spuren erhalten sind. In der Vorburg befand sich ein langgestreckter Fachwerkbau, der heute als Alte Burg ebenfalls unter Denkmalschutz steht. Die Wasserversorgung wurde durch zwei Brunnen sichergestellt, die sich im südlichen Teil der Anlage befanden. Das Areal der Gesamtanlage erstreckte sich über ca. 12.000 m².